# 任元文
任元文（1698年1月6日—1757年1月19日），字國柱，號崑圃，浙江紹興府蕭山縣人，清朝政治人物。

## 生平
康熙六十年（1721年）遊庠，雍正元年（1723年）補廩生，雍正七年（1729年）己酉科浙江鄉試舉人，乾隆四年（1739年）己未科三甲第二名進士。十二年（1747年）任福建鄉試同考官，十三年（1748年）授直隸新城縣知縣，未到任，引見改教職，十五年（1750年）授嘉興府儒學教授，二十一年（1756年）卒。

## 家族
曾祖任振龍；祖父任辰旦；父任恆。母何氏；繼母李氏。